# Guyanancistrus
Guyanancistrus – rodzaj słodkowodnych ryb sumokształtnych z rodziny zbrojnikowatych (Loricariidae).

## Zasięg występowania
Surinam, Gujana Francuska i Brazylia

## Klasyfikacja
Gatunki zaliczane do tego rodzaju:
- Guyanancistrus brevispinis
- Guyanancistrus brownsbergensis
- Guyanancistrus longispinis
- Guyanancistrus megastictus
- Guyanancistrus nassauensis
- Guyanancistrus niger
- Guyanancistrus tenuis
- Guyanancistrus teretirostris

Gatunkiem typowym jest Lasiancistrus brevispinis (=G. brevispinis).